# یونا سوزوکی
یونا سوزوکی (انگلیسی: Yuuna Suzuki؛ زادهٔ ۱۱ اوت ۱۹۹۲) بازیگر اهل ژاپن است.